# Direktversicherung
Eine Direktversicherung (auch: Firmendirektversicherung, abgekürzt oft FID) ist nach dem deutschen Arbeits- und Steuerrecht ein Lebensversicherungsvertrag, den der Arbeitgeber als Versicherungsnehmer auf das Leben eines Arbeitnehmers (versicherte Person) bei einem in Deutschland zugelassenen Versicherer abschließt. Bezugsberechtigt sind der Arbeitnehmer und/oder dessen Hinterbliebene. Die Direktversicherung ist einer der fünf in Deutschland bekannten Durchführungswege in der betrieblichen Altersversorgung.
Die Direktversicherung ist einer Pensionskasse sehr ähnlich, der Unterschied erschließt sich im Wesentlichen historisch: Im Gegensatz zu Direktversicherungen waren Pensionskassen bis 2002 großbetriebsinterne Einrichtungen.

## Allgemein
Wie in der betrieblichen Altersversorgung üblich, können in der Direktversicherung Alters-, Invaliditäts- oder Hinterbliebenenleistungen versichert werden. Dazu zählen unter anderem Altersvorsorge, Hinterbliebenenrenten- oder -kapitale, Berufsunfähigkeits- und Unfallzusatzversicherungen.
Leistungen aus Direktversicherungen sind seit Einführung des Gesetzes zur Modernisierung der Krankenversicherung (GMG) für gesetzlich und freiwillig Krankenversicherte grundsätzlich zur KVdR beziehungsweise GKV mit dem vollen Beitrag krankenversicherungspflichtig. Dies gilt nur für den betrieblich veranlassten Teil einer Direktversicherung, nicht jedoch für den Teil, der nach betrieblichem Ausscheiden und privater Fortführung anfällt. Rückt beim Arbeitgeberwechsel ein neuer Arbeitgeber in die Position des Versicherungsnehmers, verbleibt es bei der betrieblichen Veranlassung der versicherungspflichtigen Beiträge. Dies gilt auch für die gesetzliche Pflegeversicherung (SGB V und SGB XI).

## Zusagen seit dem 1. Januar 2005

### Beiträge
Für Direktversicherungsverträge, die auf Grund einer Zusage seit dem 1. Januar 2005 abgeschlossen wurden, gilt § 3 Nr. 63 EStG. Hiernach sind Beiträge bis zu 4 % zur Beitragsbemessungsgrenze (West) der Rentenversicherung steuer- und sozialversicherungsfrei. Mit Einführung des Betriebsrentenstärkungsgesetzes zum 1. Januar 2018 wurde das steuerfreie Beitragskontingent auf 8 % der Beitragsbemessungsgrenze angehoben. Sofern eine Altzusage nach § 40b vorliegt, werden Beiträge hierzu dem Kontingent angerechnet, sodass nur noch der Differenzbetrag im Rahmen des § 3 Nr. 63 EStG zur Verfügung steht. Eine zusätzliche Sozialversicherungsfreiheit besteht hingegen nicht. Die steuerliche Entlastung der Beiträge gilt nur für Steuerpflichtige der Steuerklassen I bis V, mithin im Rahmen eines ersten Dienstverhältnisses, gegebenenfalls auch für geringfügig Beschäftigte. Arbeitnehmer der Steuerklasse VI können ihr Beitragsaufkommen steuerlich nicht frei stellen.
Seit 2009 wird nicht mehr zwischen Arbeitgeber- und Arbeitnehmerfinanzierung (letzteres auch Entgeltumwandlung genannt) unterschieden, denn das Sozialversicherungsprivileg gilt nunmehr über das Jahr 2008 hinaus. Die Sozialversicherungsfreiheit von Beiträgen greift auch dann, wenn sie nicht aus Sonderzahlungen geleistet werden.

### Versteuerung in der Rentenphase
Renten- und Kapitalleistungen sind in der Rentenphase nach § 22 Nr. 5 EStG als sonstige Einkünfte in voller Höhe mit dem individuellen Steuersatz zu versteuern. Die Anwendung der Fünftelregelung ist bei Kapitalabfindungen nicht möglich.
Sofern während der Ansparphase Beiträge aus versteuertem Einkommen eingezahlt wurden (z. B. wegen Krankheit nach Ende der Lohnfortzahlung, Arbeitslosigkeit, privater Vertragsfortführung usw.), werden die daraus resultierenden Leistungen nach dem Ertragsanteilsverfahren besteuert (§ 22 Nr. 5 S. 2 in Verbindung mit § 22 Nr. 1 S. 3a EStG). Unberührt hiervon bleibt die Pflicht zur Entrichtung von Kranken- und Pflegeversicherungsbeiträgen auf die Leistungen aus den betrieblich finanzierten Beiträgen und Erträgen.

#### Kapitalabfindung
Sofern eine Kapitalabfindung in der Direktversicherung vorgesehen ist, kann § 3 Nr. 63 EStG nicht angewendet werden. Sofern eine Rentenzahlung vorgesehen ist und nur eine Kapitaloption besteht, kann die steuer- und sozialversicherungsfreie Einzahlung nur so lange fortgesetzt werden, wie die Kapitaloption nicht ausgeübt wurde.
Es gibt auch Versicherer, die dem Kunden ermöglichen, sich einen Teil des angesparten Kapitals auf einen Schlag auszahlen zu lassen (Teilkapitalabfindung) und den Rest als monatliche Rente. In der Regel können maximal 30 Prozent des Kapitals als Teilkapitalauszahlung zum Rentenbeginn ausgezahlt werden, wenn der Kunde dies möchte.

### Hinterbliebene
Bezugsberechtigt im Todesfall können sein:
- Ehegatten
- Früherer Ehegatte
- Kindergeldberechtigte Kinder
- Lebensgefährten
- Eingetragene gleichgeschlechtliche Lebensgemeinschaften

Sollte keine dieser Personengruppen vorhanden sein, kann im Todesfall vor Rentenbeginn ein Sterbegeld an jede beliebige Person gezahlt werden. Dieses ist allerdings auf die gewöhnlichen Beerdigungskosten – zurzeit 8.000 € – begrenzt.
Stirbt der Versicherte vor Rentenbeginn, erhalten sein Ehe- oder eingetragener Lebenspartner oder die kindergeldberechtigten Kinder entweder die bisher eingezahlten Beiträge (Beitragsrückgewähr) oder das bisher gebildete Kapital (zuzüglich Überschüssen) zurück. Die genannten Leistungen erfolgen regelmäßig als Rentenzahlung, wobei Einmalzahlungen möglich sind. Abgesicherte Biometrien, wie Leistungen an Hinterbliebene, schmälern die Altersrente des Versicherten. Im Rahmen der Rentengarantiezeit werden Hinterbliebenenrenten bezahlt.

## Zusagen vor dem 1. Januar 2005

### Beiträge
Beiträge des Arbeitgebers in eine Direktversicherung, deren Zusage vor dem 1. Januar 2005 erteilt wurde, sind nach § 40b Einkommensteuergesetz (EStG) bis zu einer Summe von 1.752 € jährlich pauschal mit 20 % – zuzüglich Solidaritätszuschlag und Kirchensteuer – steuerpflichtig. Weiterhin sind die Beiträge sozialversicherungsfrei, sofern entweder eine arbeitgeberfinanzierte Zusage vorliegt oder die Beiträge aus Sonderzahlungen beglichen werden. Liegt Entgeltumwandlung und keine Sonderzahlung vor, sind die Beiträge sozialversicherungspflichtig.

#### Durchschnittsbildung
Über einen so genannten „gemeinsamen Direktversicherungsvertrag“ können in einzelne Verträge bis zu 2.148 € nach § 40b EStG jährlich einbezahlt werden, sofern die durchschnittliche Beitragshöhe aller Verträge im Unternehmen nicht höher als 1.752 € liegt.

### Versteuerung in der Rentenphase
Kapitalauszahlungen sind für Altzusagen steuerfrei. Rentenzahlungen werden nach § 22 Nr. 5 EStG mit dem so genannten Ertragsanteil versteuert.
In der Rentenphase beziehungsweise bei Kapitalauszahlung sind Beiträge für die gesetzliche Kranken- und Pflegeversicherung zu entrichten, und zwar mit vollem Beitragssatz. Die zu zahlenden Sozialversicherungsbeiträge erstrecken sich über einen Zehnjahreszeitraum. Diese Verpflichtung resultiert aus dem Gesundheitsmodernisierungsgesetz (GMG) des Jahres 2004 mit Rückwirkung auf Direktversicherungen, die vor 2005 abgeschlossen wurden. Es erfolgt unter Umständen eine doppelte Belastung mit Sozialversicherungsbeiträgen bei der Einzahlung und dann nochmals bei der Auszahlung.

### Hinterbliebene
Es gelten keine Begrenzungen für die Bezugsberechtigung im Todesfall. Die Todesfallleistung kann (gegebenenfalls steuerschädlich) an beliebige Person ausgezahlt werden.

## Arbeitgeberwechsel
Verlässt ein Arbeitnehmer seinen Arbeitgeber, wird der Versicherungsvertrag – sofern unverfallbare Ansprüche vorliegen – im Rahmen des versicherungsvertraglichen Verfahrens auf den neuen Arbeitgeber beziehungsweise ihn selbst übertragen (Rechtsanspruch auf sogenannte Portabilität). Der Arbeitnehmer kann die Beiträge entweder fortzahlen (lassen) oder – sofern möglich – den Vertrag beitragsfrei stellen. Eine Kündigung mit Auszahlung des Rückkaufswertes ist – wie auch die Beleihung oder Abtretung des Guthabens – auf Grund der Verfügungsbeschränkung in § 2 Abs. 2 BetrAVG vor Vollendung des 60. Lebensjahres nicht möglich.
Tritt der Versicherte eine neue Stelle an, bieten sich ihm folgende Möglichkeiten:
- Versicherungsnehmerwechsel und Weiterführung des alten Vertrages beim neuen Arbeitgeber.
- Private Fortführung mit Eigenbeiträgen (sofern der neue Arbeitgeber nicht bereit ist, den Vertrag zu übernehmen) oder
- Übertragung des Guthabens nach § 4 Abs. 3 Betriebsrentengesetz (BetrAVG) (nur für Zusagen ab dem 1. Januar 2005). Altverträge können ebenfalls übertragen werden, sofern beide Versicherungsgesellschaften dem Übertragungsabkommen des Gesamtverbandes der Versicherungswirtschaft beigetreten sind.

Der Arbeitgeber ist grundsätzlich verpflichtet, Entgeltumwandlung im Rahmen einer Pensionskasse oder Pensionsfonds (oder Direktversicherung) anzubieten, jedoch kann er den Anbieter der betrieblichen Altersversorgung bestimmen (§ 1a BetrAVG).

## Vervielfältigung
Erhält ein Arbeitnehmer wegen seines Ausscheidens aus einem Unternehmen eine Abfindung, kann diese oder Teile von ihr steuerlich gefördert in eine Direktversicherung eingezahlt werden. Nach bisheriger Regelung konnte gemäß § 3 Nr. 63 EStG für jedes Dienstjahr seit 2005 ein Betrag von 1.800 € steuerfrei – abzüglich der im Kalenderjahr der Beendigung des Dienstverhältnisses, sowie den 6 vorangegangenen Jahren steuerfrei geleisteten Beiträge – in die Direktversicherung eingezahlt werden. Wurde auf die obige Regelung verzichtet und bestanden Arbeitsverhältnis und Zusage bereits vor 2005, konnten pro angefangenem Kalender-Dienstjahr 1.752 € – abzüglich der Direktversicherungsbeiträge der vergangenen sieben Jahre – pauschalbesteuert eingezahlt werden. Man spricht in diesem Zusammenhang vom sogenannten Vervielfältiger.
Mit Einführung des Betriebsrentenstärkungsgesetzes gilt seit Januar 2018 eine vereinfachte Regelung. Der Vervielfältigungsbetrag wird so berechnet, dass die Dienstzeit (maximal 10 Dienstjahre) mit 4 % der aktuellen Beitragsbemessungsgrenze multipliziert wird.

## Sonstiges
- Dem Arbeitnehmer ist es bei der Direktversicherung grundsätzlich nicht möglich, vor Erreichen des Rentenalters einseitig über das Guthaben zu  verfügen, den Vertrag abzutreten, zu beleihen oder zu verpfänden.
- Die Direktversicherung ist dem Pensionssicherungsverein nach § 11 Abs. 1 BetrAVG grundsätzlich zu melden. Eine Beitragspflicht wird allerdings nur ausgelöst, wenn der Arbeitgeber selbige (vorübergehend) abgetreten oder beliehen hat, beziehungsweise ein widerrufliches Bezugsrecht besteht.

## Historisches
Die Pauschalsteuer für Altzusagen stieg von 1983, 10 % über 15 % auf zuletzt 20 %. Die abzuführende Pauschalsteuer ist aus dem Bruttogehalt abzuführen.